# Rajd Wisły 2000
Rajd Wisły 2000 – 48. edycja Rajdu Wisły. Był to rajd samochodowy rozgrywany od 29 do 30 września 2000 roku. Była to ósma runda Rajdowych Samochodowych Mistrzostw Polski w roku 2000 oraz czterdziesta piąta runda Rajdowych Mistrzostw Europy w roku 2000. Rajd składał się z dwudziestu trzech odcinków specjalnych (cztery odcinki anulowano). Na osiemnastym odcinku specjalnym doszło do tragedii. Kierowca Łady Samary z numerem czterdzieści cztery, w wyniku awarii układu hamulcowego wypadł z trasy i wjechał w tłum kibiców. W wypadku zginął jeden kibic a czternastu zostało rannych.

## Wyniki końcowe rajdu
| Miejsce                                         | Kierowca                                        | Pilot                                           | Samochód                                        | Czas                                            | Strata                                          | Grupa Klasa                                     |
| Klasyfikacja generalna, ERC i mistrzostw Polski | Klasyfikacja generalna, ERC i mistrzostw Polski | Klasyfikacja generalna, ERC i mistrzostw Polski | Klasyfikacja generalna, ERC i mistrzostw Polski | Klasyfikacja generalna, ERC i mistrzostw Polski | Klasyfikacja generalna, ERC i mistrzostw Polski | Klasyfikacja generalna, ERC i mistrzostw Polski |
| ----------------------------------------------- | ----------------------------------------------- | ----------------------------------------------- | ----------------------------------------------- | ----------------------------------------------- | ----------------------------------------------- | ----------------------------------------------- |
| 1                                               | Leszek Kuzaj                                    | Andrzej Górski                                  | Toyota Corolla WRC                              | 1:53:49.8                                       | -                                               | A8                                              |
| 2                                               | Jiří Tošovský                                   | Jan Krečman                                     | Mitsubishi Lancer Evo V                         | 1:56:29.2                                       | +2:39.4                                         | N4                                              |
| 3                                               | Robert Herba                                    | Jacek Rathe                                     | Mitsubishi Lancer Evo VI                        | 1:57:08.8                                       | +3:19.0                                         | N4                                              |
| 4                                               | Cezary Fuchs                                    | Maciej Maciejewski                              | Toyota Celica GT-Four                           | 1:57:45.3                                       | +3:55.5                                         | A8                                              |
| 5                                               | Paweł Dytko                                     | Tomasz Dytko                                    | Mitsubishi Lancer Evo V                         | 1:58:22.3                                       | +4:32.5                                         | N4                                              |
| 6                                               | Krzysztof Tercjak                               | Bartłomiej Czekański                            | Mitsubishi Lancer Evo V                         | 1:59:15.8                                       | +5:26.0                                         | N4                                              |
| 7                                               | Miroslav Jandík ml.                             | Radim Chrástecký                                | Mitsubishi Lancer Evo III                       | 1:59:44.5                                       | +5:54.7                                         | N4                                              |
| 8                                               | Jan Kościuszko                                  | Janusz Bronikowski                              | Toyota Celica GT-Four (ST205)                   | 2:01:12.8                                       | +7:23.0                                         | A8                                              |
| 9                                               | Wojciech Zaborowski                             | Tomasz Malec                                    | Mitsubishi Lancer Evo VI                        | 2:01:49.1                                       | +7:59.3                                         | N4                                              |
| 10                                              | Sebastian Frycz                                 | Jarosław Gieras                                 | Škoda Felicia Kit Car                           | 2:01:59.7                                       | +8:09.9                                         | A5                                              |
| 11                                              | Marcin Turski                                   | Tadeusz Burkacki                                | Mitsubishi Lancer Evo VI                        | 2:03:58.9                                       | +10:09.1                                        | N4                                              |
| 12                                              | Zbigniew Gabryś                                 | Robert Hundla                                   | Škoda Felicia Kit Car                           | 2:04:36.1                                       | +10:46.3                                        | A6                                              |

1. 1 2  Nieliczony w klasyfikacji RSMP